# Junior Golf Championship
Het Junior Golf Championship is een Brits golfkampioenschap dat in 1985 werd opgericht en in verschillende landen wordt gespeeld. Sinds 1990 is er ook een kampioenschap voor meisjes, dat gelijktijdig op dezelfde baan wordt gespeeld.
Het is een strokeplay toernooi over 54 holes.
| Jaar                                                               | Baan                | Winnaar             | Winnares         | Info                                                         |
| ------------------------------------------------------------------ | ------------------- | ------------------- | ---------------- | ------------------------------------------------------------ |
| 1985                                                               | The Belfry          | Terry Berry         |                  | hij was enkele jaren pro in de VS en werd later weer amateur |
| 1986                                                               | The Belfry          | Andrew Coltart      |                  |                                                              |
| 1987                                                               | The Belfry          | Michael Watson      |                  |                                                              |
| 1988                                                               | Penina              | Michael Welch       |                  |                                                              |
| 1989                                                               | Penina              | Nick Ludwell        |                  |                                                              |
| 1990                                                               | Penina              | Keith Law           | Elaine Wilson    |                                                              |
| 1991                                                               | Penina              | Graham Davidson     | Mhairi McKay     | McKay[dode link]                                             |
| 1992                                                               | San Lorenzo         | Allan MacDonald     | Andrea Murray    |                                                              |
| 1993                                                               | San Lorenzo         | Denny Lucas         | Georgina Simpson | Simpson                                                      |
| 1994                                                               | San Lorenzo         | Denny Lucas         | Rebecca Hudson   |                                                              |
| 1995                                                               | Sea Island          | David Wixon         | Rebecca Hudson   |                                                              |
| 1996                                                               | Sea Island          | Graham Gordon       | Vicki Laing      | Laing                                                        |
| 1997                                                               | Sea Island          | Justin Rose         | Rebecca Hudson   | Hudson                                                       |
| 1998                                                               | Sea Island          | David Griffiths     | Louise Kenney    |                                                              |
| 1999                                                               | Sea Island          | David Skinns        | Rachel Adby      | Abdy                                                         |
| 2000                                                               | Sea Island          | David Mallett       | Sophie Walker    |                                                              |
| 2001                                                               | Sea Island          | Michael Nester      | Sophie Walker    |                                                              |
| 2002                                                               | Sun City            | Michael Skelton     | Steph Evans      |                                                              |
| 2003                                                               | Sun City            | James Ruth          | Natalie Haywood  |                                                              |
| 2004                                                               | Sun City            | Jordan Findlay      | Melissa Reid     | Findlay                                                      |
| 2005                                                               | Dubai Creek         | Oliver Fisher       | Jodi Ewart       |                                                              |
| 2006                                                               | Dubai Creek         | Dale Whitnell       | Sally Watson     |                                                              |
| 2007                                                               | Dubai Creek         | Stiggy Hodgson      | Carly Booth      |                                                              |
| Abu Dhabi Junior Golf Championship                                 |                     |                     |                  |                                                              |
| 2008                                                               | Abu Dhabi Golf Club | Stiggy Hodgson      | Carly Booth      |                                                              |
| 2009                                                               | Abu Dhabi Golf Club | Chris Lloyd         | Alexandra Peters |                                                              |
| 2010                                                               | Abu Dhabi Golf Club | Ben Taylor          | Hayley Davis     |                                                              |
| 2011                                                               | Abu Dhabi Golf Club | Daniel Hendry       | Hayley Davis     | Foto Hendry                                                  |
| Telegraph Junior Golf Championship in association with Close House |                     |                     |                  |                                                              |
| 2012                                                               | Close House         | Matthew Fitzpatrick | Emily Taylor     |                                                              |
| The Telegraph BMW Junior Golf Championship                         |                     |                     |                  |                                                              |
| 2013                                                               | Quinta do Lago      | Ashton Turner       | Alice Hewson     | Uitslag                                                      |

- Winnaars Junior Golf Championship